# Herb gminy Panki
Herb gminy Panki – jeden z symboli gminy Panki, ustanowiony 10 listopada 2010.

## Wygląd i symbolika
Herb przedstawia na tarczy koloru złotego, nawiązującą do rolnictwa gminy, czerwony piec kuźniczy z czarnym kołem wodnym, a pod nim meandrującą rzekę (Pankówkę). Z jego góry unoszą się czerwone płomienie. 